# Aglais nigra
Aglais nigra är en fjärilsart som beskrevs av Tutt 1896. Aglais nigra ingår i släktet Aglais och familjen praktfjärilar. Inga underarter finns listade i Catalogue of Life.